# Tủa Sín Chải
Tủa Sín Chải là một xã thuộc huyện Sìn Hồ, tỉnh Lai Châu, Việt Nam.

## Địa lý
Địa giới hành chính xã:
- Phía đông giáp tỉnh Điện Biên và xã Nậm Mạ
- Phía tây giáp xã Chăn Nưa
- Phía nam giáp tỉnh Điện Biên với ranh giới là sông Đà
- Phía bắc giáp xã Làng Mô.

Xã Tủa Sín Chải có diện tích 96,83 km², dân số năm 2004 là 3.284 người, mật độ dân số đạt 34 người/km².

## Lịch sử
Ngày 2 tháng 1 năm 2004, Chính phủ ban hành Nghị định số 01/2004/NĐ-CP. Theo đó, sáp nhập bản Thành Chử của xã Sá Tổng (huyện Mường Lay) với 813 ha diện tích tự nhiên và 328 người vào xã Tủa Sín Chải.
Sau khi điều chỉnh địa giới hành chính, xã Tủa Sín Chải có 9.683 ha diện tích tự nhiên, dân số là 3.284 người.